# Aline Cerf
Pour les articles homonymes, voir Cerf (homonymie).
 (mai 2023).
Aline Cerf, née en mai 1984, est une chercheuse en nanophysique et en micro- et nanotechnologies, cofondatrice et présidente de la start-up toulousaine SmartCatch.

## Biographie
Aline Cerf a obtenu un doctorat en nanophysique en 2010 à l'INSA de Toulouse avec une thèse intitulée  Assemblage dirigé de nano-objets  sous la direction de Christophe Vieu. Elle effectue ensuite deux ans de post-doctorat aux États-Unis à l’université de Cornell. En 2012, elle rejoint le LAAS-CNRS (institut de recherche à Toulouse) en tant que chargée de recherche.
Aline Cerf crée la start-up SmartCatch en septembre 2016,. Avec des chercheurs du LAAS-CNRS et des praticiens hospitaliers, Smart-Catch conçoit et fabrique des dispositifs médicaux innovants destinés à piéger et compter les cellules cancéreuses circulantes dans le sang, d’où le nom de Smart-Catch,,,. Smart-Catch lève des fonds en 2016 et en 2021 auprès de plusieurs investisseurs dont le Toulousain IRDI capital Investissement,,.

## Distinctions
Aline Cerf remporte en 2021 le Concours d’innovation du Ministère de la Recherche. La même année, sa start-up SmartCatch est distinguée par le Prix impact, decerné par le public, dans le cadre du concours Start Innovation CIC Business Awards organisé par le CIC Sud-Ouest.